# William Henry Ladner
Pour les articles homonymes, voir Ladner.
William Henry Ladner, né le 28 novembre 1826 et mort le 1er novembre 1907, est un homme politique canadien de la Colombie-Britannique.
Il est député provincial indépendant de la circonscription britanno-colombienne de New Westminster de 1886 à 1890.

## Biographie
Né en Cornouailles en Angleterre, Ladner immigre pour rejoindre son père à Mineral Point dans le Wisconsin en 1848. Après le décès de son père, il voyage à travers la Californie pour prospecter dans des mines d'or avec son frère Thomas Ellis. Il se dirige ensuite vers  de nouveaux gisements découverts dans le nord dans le cayon du fleuve Fraser en Colombie-Britannique. Atteingant une certaine reconnaissance dans la région, il s'occupe entre autres du transport de marchandise à travers le fleuve Columbia vers la région de comté de Big Bend (en). Après que les prospections dans la région se soit avérées infructueuses, l'entreprise de Ladner cesse et il devient alors fermier dans le delta du fleuve Fraser. En 1879, il milite pour la création d'une municipalité rurale de Delta. Sur place, Ladner sert comme préfet et agent de police.
Il meurt à Ladner, localité nommé en l'honneur des deux frères et maintenant part de Delta, en novembre 1907 à l'âge de 80 ans.